# Olga Pilipova
Olga Pilipova, född 9 september 1983, är en kazakisk bågskytt. Hon deltog vid olympiska sommarspelen 2004.